# Sagiada
Sagiada (griechisch Σαγιάδα (f. sg.); albanisch Sajadhë/a) ist ein Dorf mit 594 Einwohnern im gleichnamigen Gemeindebezirk der Gemeinde Filiates im Nordwesten Griechenlands. Der Ort befindet sich rund fünf Kilometer südlich der Grenze zu Albanien am Ionischen Meer gegenüber der Insel Korfu. 
Sagiada wurde 1919 als Landgemeinde (kinotita) anerkannt und 1997 anlässlich der Eingemeindung der Dörfer Asproklissi, Kestrini, Ragi und Smerto zur Stadtgemeinde (dimos) erhoben. 2010 wurde diese Gemeinde ins östlich benachbarte Filiates eingemeindet und bildet hier seither einen Gemeindebezirk, das Dorf hat in ihm den Status einer Ortsgemeinschaft.
In Sagiada gibt es mehrere Schulen, eine Kirche und eine Bank. Nahe Sagiada liegt das Delta des Flusses Kalamas. Über dessen Flora und Fauna informiert ein Besucherzentrum im Ort.

## Verkehr
Sagiada liegt an der Straße Ethniki Odos 18, die nördlich über die Grenze zwischen Albanien und Griechenland nach Konispol führt (Grenzübergang Qafa Boti).